# Onthophagus solidus
Onthophagus solidus là một loài bọ cánh cứng trong họ Bọ hung (Scarabaeidae).